# Spargania malacata
Spargania malacata är en fjärilsart som beskrevs av Paul Dognin 1893. Spargania malacata ingår i släktet Spargania och familjen mätare. Inga underarter finns listade i Catalogue of Life.